# 瑞安·科克伦-西格尔
瑞安·科克伦-西格尔（英語：Ryan Cochran-Siegle，1992年3月27日—），美国男子高山滑雪运动员。他曾代表美国参加2018年和2022年冬季奥林匹克运动会高山滑雪比赛，获得一枚银牌。

## 家庭
母亲芭芭拉·科克伦。